# 共建美好社區大匯演
《共建美好社區大匯演》（英語："Build A Better Community" Gala）是於2023年12月9日舉行的香港音樂會，乃宣傳於2023年12月10日舉行的2023年香港區議會選舉之特備節目、「區選繽紛日」的活動之一，由政制及內地事務局及無綫電視主辦，並由無綫電視聯同ViuTV、HOY TV、鳳凰衛視、香港電台、香港商業電台及新城電台合共七家香港電子傳媒聯合製作及播出。大匯演於2023年12月9日晚上7時至10時，分別在西九文化區竹翠公園、灣仔海濱HarbourChill海濱休閒站及沙田公園露天劇場同步舉行。

## 大會司儀
七家傳媒機構的代表司儀包括：
- 無綫電視：汪明荃、陳貝兒、朱凱婷、麥美恩、陸浩明、區永權、鄭衍峰、吳幸美
- ViuTV：蔡宛珊
- HOY TV：敖嘉年
- 鳳凰衛視：林燕玲
- 香港電台：李志剛、阮頌揚、鄧添樂、柳冕、范莎莎、成家宏
- 香港商業電台：余宜發
- 新城電台：范振鋒、林伽遙、T.Max

## 活動環節
- 「冬日維港水上煙火」：維多利亞港海面發放煙火[4][5]
- 逾1200部無人機表演[4][5]

## 演出
林子祥、炎明熹、鄺美雲、姚珏、蘇永康、羅啟豪、彭家賢、丁文俊、Maria Cordero、陳潔靈、龍婷、李佳、莫華倫、王冰冰、草蜢、陳慧嫻、胡渭康、車婉婉、文佩玲、李茵彤、胡鴻鈞、梁芷菁、金永衡、趙頌宜、劉詠彤、顏志恆、林鉫徫、支嚳儀、魏嘉信、李榮耀、劉肇文、甘永傑、李浩森、連詩雅、尹新、周文馨、姜珈欣、朱慧雯、劉萍、袁思樂、李龍基、威利、吳大強、彭家麗、韋綺姍、谷婭溦、陳柏宇、王祖藍、阮兆祥、李思捷、姚焯菲、鍾柔美、詹天文、張馳豪、何晉樂、孫漢霖、蔡愷穎、文凱婷、林沚羿、黃洛妍、毓麟、周吉佩、陳敏之、陳煒、吳偉豪、孔德賢、黎諾懿、向海嵐、馮盈盈、何沛珈、沈震軒、楊霈霖、李晉熙、吳英倫、黃筠兒、布志綸、安俊豪、潘宇謙、歐信希、陳凱彤、黃曦桃、麥皓兒、梁樂童、SPIRAL、劉庭君、洪韻騏、溫曉晴、陳心、康志維、曾琸庭、林躍翰、余逸暳、香港弦樂團、星格音樂學院學員、亞洲超星團超星練習生（方玉亨、奧利、黃奕斌、丁子朗、冼靖峰、文佐匡、黃星綽、陳梁、區珀豪、愛合、張鎬濂、江信熹、李權哲、尹俊嵐、陳鑫昊、郭殿甲、江穆清、梁詩煜、余宗遙、趙天翼）

## 爭議
活動的煙火環節期間，安排歌手姚焯菲、鍾柔美、周吉佩在舞台上獨唱自己的歌曲，然而電視直播全程播映煙火，各歌手完全沒有出現在鏡頭中（也沒有將他們的歌聲作為背景音樂），惹來收看電視直播的網民不滿。而無人機環節期間，則安排歌手黃洛妍、顏志恒、車婉婉、支嚳儀、林鉫徫演唱，他們在電視直播中僅出現約半分鐘（以他們的歌聲作背景音樂）。

## 外部連結
- 共建美好社區大匯演 ｜主題曲 （页面存档备份，存于）